# National Audubon Society
National Audubon Society (Audubon) er en almennyttig miljøorganisation med hovedfokus på fuglebeskyttelse. Dens hovedsæde ligger i USA og blev grundlagt i 1905, hvilket gør den til en af de ældste organisationerne af sin slags i verden. Organisationen formidlae, organiserer og støtter forskning, uddannelse og græsrodsbevægelser for at udvikle miljøbeskyttelse. Organisationen har navn efter John James Audubon, en fransk-amerikansk ornitolog og naturvidenskabsmand som beskrev Nordamerikas fugle med både tekst og billeder, i sin berømte bog Birds of America som blev udgivet i flere dele fra 1827–1838.
Organisationen består af cirka 500 selvstændige lokalafdelinger rundt om i USA som blandt andet organiserar fugleture og miljørelaterade aktiviteter. National Audubon Society koordinerar endda forskellige borgervidenskabsprojekter , hvor almenheden kan rapportere fugleobservationer på specifike tidspunkter, i samarbejde med Cornell Lab of Ornithology. Sammen med Cornell har Audubon også skabt eBird, som er en webbaseret database hvor brugere og forskere kan meddele deres fugleobservationer. National Audubon Society har også flere internationale samarbejder med organisationer for at skabe bedre beskyttelse af trækfugle som store dele af året er sig udenfor USAs grænser, inklusive BirdLife International, Bird Studies Canada og flere organisationer i Latinamerika og Vestindien. Audubon's International Alliances Program (IAP) samler personer over hele Nord- og Sydamerika for at implementere beskyttelse af særligt vigtige lokaliteter (IBAer).
De to hovedkontorerligger i New York og Washington, D.C., og dert er kontorer i cirka 24 stater.
National Audubon Society udgiver tidsskriftet Audubon som kommer ud hver anden måned.